# Paromalus omineus
Paromalus omineus är en skalbaggsart som beskrevs av Lewis 1892. Paromalus omineus ingår i släktet Paromalus och familjen stumpbaggar. Inga underarter finns listade i Catalogue of Life.